# احتجاجات بلغراد 1991

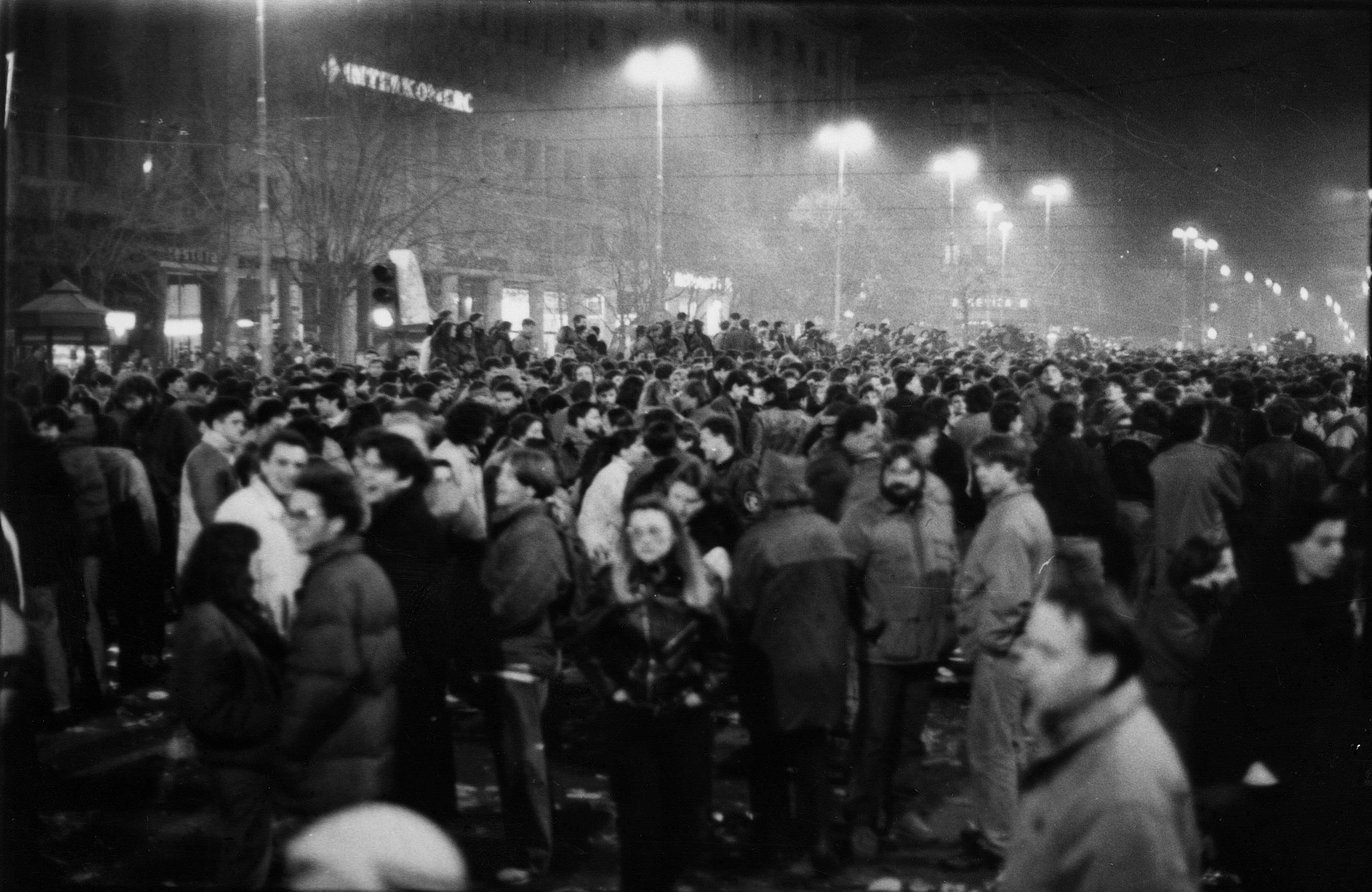
مظاهرات طلابية بالقرب من نافورة تيرازيي، 1991. تصوير رانكو توميتش.

حدثت احتجاجات عام 1991 في شوارع مدينة بلغراد، عاصمة صربيا ويوغوسلافيا، عندما تحولت مسيرة احتجاجية إلى أعمال شغب تضمنت اشتباكات شرسة بين المتظاهرين والشرطة.
نظمت حركة التجديد الصربية، تحت قيادة فوك دراشكوفيتش، وهي حزب سياسي معارض في صربيا، المسيرة الجماهيرية الأولية التي جرت في 9 مارس 1991، احتجاجًا على حكم سلوبودان ميلوشيفيتش وحزبه الاشتراكي الصربي، ولا سيما إساءة استخدام راديو وتلفزيون بلغراد. توفي شخصان في أعمال العنف التي تلت ذلك، وأمرت الحكومة جيش يوغوسلافيا الشعبي بالنزول إلى شوارع المدينة. اعتقلت الشرطة العديد من المسؤولين البارزين في حركة التجديد الصربية وحظرت وسيلتين إعلاميتين عدتهما معاديتين للحكومة. يشار إلى الاحتجاجات التابعة لهذا الحدث الأولي باللغة الصربية باسم احتجاج ديفيتومارتوفسكي، أي احتجاج 9 مارس.
اجتذبت المزيد من الاحتجاجات حشودًا كبيرة ومتنوعة في اليوم التالي، ردًا على أحداث اليوم السابق، كقادة الحزب الديمقراطي، ومنحها بعض الناس اسم «الثورة المخملية». رد أنصار الحكومة في اليوم التالي بتنظيم مظاهرة مضادة خاصة بهم. انتهت الاحتجاجات في 14 مارس، إذ أُطلق سراح قادة حركة التجديد الصربية. استبدلت الحكومة مدير التلفزيون الحكومي وكذلك وزير الداخلية.

## الاحتجاجات

### 10 مارس
استيقظت بلغراد في اليوم التالي الموافق 10 مارس، على العنوان الرئيسي المناهض للمعارضة الحملة الصليبية المدمرة متصدرًا الصفحة الأولى من صحيفة بوليتيكا، وهي أهم الصحف اليومية الأربع التي كانت تصدر في المدينة وقتذاك. حرر زيكا مينوفيتش الموالي لميلوشيفيتش الصحيفة، ولم تكن بقية إصدارات ذلك اليوم مختلفة كثيرًا عن سابقاتها، إذ أدانت 49 مقالة، من إجمالي 51 مقالة حول أحداث اليوم السابق، المعارضة وحركة التجديد ودراشكوفيتش. نشرت مجلة فيتشرني نوفوستي، التي حرّرها رادي برايوفيتش، عددًا متوازنًا إلى حدٍ ما في 10 مارس، غطت في الغالب الأحداث على نحو محايد وتجنبت تأجيج العواطف لصالح أي من الجانبين. اعترض رئيس التحرير برايوفيتش مع ذلك، في اجتماع الموظفين مساء الأحد نفسه، وفقًا للصحفي ميروسلاف توروديتش الذي يعمل في الصحيفة، على تغطيتهم للاحتجاجات. نشر برايوفيتش أيضًا تعليقًا ينتقد فيه علنًا تغطية موظفيه السابقة للاحتجاجات، إلى جانب اتخاذ قرار بتوجيه التغطية في عدد اليوم التالي بشكل واضح إلى جانب ميلوشيفيتش.
عقد الحزب الديمقراطي مؤتمرًا صحفيًا مع رئيسه دراغوليوب ميتشونوفيتش بالإضافة إلى الأعضاء زوران دينديتش و فويسلاف كوشتونيتشا، إذ أعربوا عن دعمهم للمعتقل دراشكوفيتش وحركة التجديد وأدانوا تصرفات الحكومة. وصف دينديتش أحداث اليوم السابق قائلًا «تنفذ الشرطة خطة، خطة شخصية وضعها رجل واحد، رجل قرر أن هذا الاحتجاج لا يمكن ولن يحدث»، ومضى يقول أن «الكارثة حدثت بسبب عدم قدرة أولئك الذين يصدرون الأوامر للشرطة بالتكيف مع الأحداث المتسارعة على أرض الواقع».
بدأ حشد كبير بالتجمع مرة أخرى في ساعات المساء المتأخرة، ولكن هذه المرة أمام نافورة تيرازيجي. اتخذ الاحتجاج الآن نبرة أكثر مدنية، على الرغم من استمرار وقوع حوادث على جسر برانكو عندما أوقفت الشرطة مجموعة مكونة من 5000 طالب من جامعة بلغراد أثناء توجههم من مقر إقامتهم في ستودينتسكي غراد إلى وسط المدينة للانضمام إلى المتظاهرين. استُخدم رذاذ الفلفل وتعرض بعض الطلاب للضرب، لكن سُمح لهم جميعًا في النهاية بالمرور والانضمام إلى الحشد في تيرازيجي (كان من بين الأفراد الذين يتفاوضون مع الشرطة على الجسر عضو الحزب الديمقراطي زوران دينديتش).
قاد الممثل برانيسلاف ليسيتش التجمعات أمام نافورة تيرازيجي وأدارها بالتشارك مع شخصيات مختلفة من الحياة العامة الصربية ككاتب السيناريو دوشان كوفاتشيفيتش، والممثل ريد سربيدزيجا، وحتى البطريرك الصربي بافلي، وأخذوا يتناوبون في مخاطبة الجمهور. غالبًا ما أشار ليسيتش، في خطاباته، إلى التجمع باسم «الثورة المخملية» بينما كان يحمل لعبة الباندا المحشوة وقارنها بالاحتجاجات التشيكوسلوفاكية في نوفمبر 1989.
توسع الاحتجاج أيضًا من حيث الشخصيات السياسية التي انضمت إليه، إذ بات أعضاء الحزب الديمقراطي الاشتراكي مشاركين رسميين في الاحتجاج. أصبح العنصر المناهض للحكومة الآن أكثر وضوحًا بين الحشود. طالب المتظاهرون، الذين يتألف معظمهم من الطلاب، بإطلاق سراح دراشكوفيتش ويوفان ماريانوفيتش. أضحوا يطالبون باستقالة وزير الداخلية رادميلو بوجدانوفيتش أيضًا، بعد الاحتجاجات المنادية باستقالة دوشان ميتيفيتش. كما طالبوا برفع حظر البث لراديو بي 92 وآر تي في ستوديو بي.

### 11 مارس
أعادت الحكومة الصربية تجميع صفوفها، في 11 مارس، من خلال تنظيم مسيرة جماهيرية مضادة في حي أوتشه القديم. حاول التجمع، الذي أُطلق عليه اسم «من أجل الدفاع عن الجمهورية والدستورية والحرية والديمقراطية»، إظهار أن المتظاهرين في ساحة الجمهورية وتيرازيجي لا يمثلون بأي حال من الأحوال مطالب ورغبات غالبية السكان الصرب. نقلوا العديد من العمال بالحافلات من أجزاء أخرى من صربيا إلى بلغراد لهذه المناسبة، باستخدام أساليب الدعاية الشعبية الزائفة التي صنعوها واختبروها سابقًا، كما استخدموا قبضتهم على التلفزيون الحكومي لتضخيم حجم الحشد. نزل مع ذلك جزء كبير من الحشد بمحض إرادته، وخاصة كبار السن والعديد من المتقاعدين الذين مثلوا دائمًا الدعم الأساسي لميلوشيفيتش. بدلًا من مخاطبة ميلوسيفيتش للجمهور المتجمع، تُرك الحديث لأبرز أعضاء حزبه ومنظريه في ذلك الوقت، ميهايلو ماركوفيتش، ودوشان ماتكوفيتش، وزيفوراد إيجيتش، ورادومان بوزوفيتش، وبيتار شكوندريتش، وما إلى ذلك. كان الخطاب الأكثر إثارة للجدل في ذلك اليوم خطاب ماتكوفيتش، إذ دعى المتظاهرين أحيانًا بـ«الهمجيين» وحرض أنصار الحكومة على «التخلص منهم».

### حتى 14 مارس
استمرت الاحتجاجات وآتت أكلها بعد أربعة أيام من المظاهرات التي تغلب عليها السلمية (وُجدت مناوشات أخرى مع الشرطة في 11 مارس): أُطلق سراح دراشكوفيتش وماريانوفيتش واستُبدل ميتيفيتش وبوغدانوفيتش.
انتهت المظاهرات بعد انقضاء يوم 14 مارس.